# پاریس سنت دیوید (گرنادا)
پاریس سنت دیوید (به لاتین: Saint David Parish) یک منطقهٔ مسکونی در گرنادا است که در گرنادا واقع شده‌است. پاریس سنت دیوید ۴۷ کیلومتر مربع مساحت و ۱۲٬۴۸۶ نفر جمعیت دارد.